# Dubblabergen
Dubblabergen är ett naturreservat i Piteå, Älvsbyns och Arvidsjaurs kommuner i Norrbottens län.
Området är naturskyddat sedan 2006 och är 11,2 kvadratkilometer stort. Reservatet omfattar höjderna Sördubbla och Norrdubbla och ett lägre område med en bäck däremellan. Reservatet består av grannaturskog med inslag av asp och björk.